# Usť-Kamenogorská přehrada
Usť-Kamenogorská přehrada (rusky Усть-Каменогорское водохранилище) je přehradní nádrž na území Východokazašské oblasti v Kazachstánu. Přehradní jezero má rozlohu 37 km². Je 77 km dlouhé a maximálně 1,2 km široké. Průměrná hloubka je 18 m a maximální 45 m. Má objem 0,65 km³.

## Vodní režim
Přehradní jezero na horním toku řeky Irtyš za hrází Usť-Kamenogorské hydroelektrárny bylo naplněno v roce 1952. Úroveň hladiny kolísá v rozsahu 5 m. Přehrada byla vybudována s cílem rozvoje energetiky, vodní dopravy a zásobování vodou.